# Wolverine
Pour les articles homonymes, voir Wolverine (homonymie).
Logan, alias Wolverine, est un super-héros évoluant dans l'univers Marvel de la maison d'édition Marvel Comics. Créé par l'éditeur en chef de Marvel Comics Roy Thomas, le scénariste Len Wein et le dessinateur John Romita, Sr., le personnage de fiction apparaît pour la première fois dans le comic book Incredible Hulk (vol. 1) #180 en octobre 1974.
Son nom véritable est James Howlett mais, ayant oublié son passé après différents traumatismes, il se fait appeler Logan. Apparaissant sur la dernière page du magazine Incredible Hulk #180 où est annoncée son arrivée pour le numéro suivant, il est ensuite intégré à la série des nouveaux X-Men, dont il devient l'un des protagonistes et où il gagne une importance croissante. Il est par la suite un membre des X-Men et des New Avengers.
En France, des années 1970 aux années 1990, le nom du personnage est traduit en Serval dans les épisodes publiés par les éditions Lug. Bien que le terme « glouton » soit la traduction correcte de « wolverine », le terme « serval » lui a été préféré (« glouton » désignant également en français un individu gourmand). Cependant, en 1980, l'éditeur Arédit publie un épisode dans Gamma no 11 où le personnage fait sa première apparition, et traduit son nom par Glouton.
Dans les années 1990, la popularité de Wolverine est telle qu'elle égale celle des super-héros les plus fameux de Marvel avant lui, comme Spider-Man. En France, Panini Comics, qui publie depuis 1997 les comics Marvel en version française, lui rend à cette époque son nom d'origine.
Wolverine se démarque de la plupart des super-héros par sa violence et son caractère irascible.

## Historique de la publication
Wolverine est créé par le scénariste Len Wein à la demande de l'éditeur Roy Thomas qui, à une époque où Marvel Comics pénétrait sur le marché canadien, désirait voir créer des personnages pour fidéliser le lectorat canadien, premier pays étranger en termes de vente de comics pour Marvel.[réf. nécessaire] Wein choisit pour le personnage un nom à thématique animalière, et lui donna celui d'un animal vivant au Canada ; il choisit celui de « Wolverine » (glouton en français), après avoir pourtant brièvement pensé au blaireau qui était très connu des Américains durant la ruée vers l'or au Canada dans les années 1890. John Romita, Sr. réalisa les premiers croquis du personnage, dont Wein envisagea un temps de faire un homme aux origines québécoises.
Le personnage apparaît pour la première fois en 1974 dans deux épisodes de The Incredible Hulk (les numéros 180 et 181 publiés en octobre et novembre) scénarisés par Len Wein et dessinés par Herb Trimpe. Le premier fascicule sert d’annonce au personnage qui apparaît seulement dans la dernière image de l’histoire. Hulk, qui se trouve égaré dans le grand nord canadien, y est confronté à un monstre simiesque et blanchâtre appelé Wendigo. Le gouvernement canadien, appréciant peu la présence de ces deux terreurs sur son territoire, envoie contre eux « l’arme X » qui n’est autre que Wolverine.
Dans le second fascicule, le personnage se dévoile pleinement en affrontant les deux titans, l’un vert et l’autre blanc. D’emblée se trouve donc posé son caractère principal, consistant en une férocité peu commune qui le pousse, malgré sa petite taille, à s’attaquer à plus gros et plus fort que lui (trait commun à l'animal dont il porte le nom).
Ce premier avatar du personnage ne possède encore ni son squelette et ses griffes d’adamantium, ni son pouvoir de régénération qui feront son originalité et sa célébrité future. Tout au plus est-il équipé d'une paire de trois griffes attachée à chacun de ses deux gants.
Il aurait fort bien pu sombrer ensuite dans l’oubli si Len Wein ne s’était trouvé chargé, en 1975, toujours à la demande de Roy Thomas, de relancer l’équipe des X-Men dont la production de nouveaux épisodes avait cessé quelques années plus tôt. La commande consistant à composer une équipe plus cosmopolite, Len Wein pense naturellement à Wolverine, héros canadien, qui correspond parfaitement à ce cahier des charges.
Wolverine réapparaît donc dans le magazine Giant-Sized X-Men #1 aux côtés d’un Allemand (Diablo), d’un Russe (Colossus), d’une Kényane (Tornade), d'un Japonais (Feu du Soleil) et d’un Amérindien (Épervier) ; le dessinateur Dave Cockrum modifie son masque pour l’occasion. À la suite du bon accueil du public, les nouveaux X-Men deviennent une série à partir d'août 1975 avec Chris Claremont au scénario.
C’est Claremont qui définit, au fil des épisodes, les pouvoirs de Wolverine, en révélant notamment que ses griffes métalliques font partie intégrante de son corps. Toutefois, la psychologie du personnage — qui se distingue surtout au sein de l'équipe par une sauvagerie qu'il contrôle très difficilement — demeure limitée, au point que Claremont aurait songé à lui faire quitter la série. Mais le remplacement de Cockrum par John Byrne renverse la situation. Canadien d'adoption, Byrne s’attache à Wolverine, auquel il offre en 1980 (X-Men #139) un costume remanié dans les tons bruns. La psychologie de Wolverine, qui gagne en humanité et en sympathie, est progressivement développée. Ces évolutions commencent à susciter l'intérêt du public.
Plusieurs mini-séries centrées sur ce héros sont éditées à partir de 1982. Un changement capital intervient dans le personnage, à l’occasion d’une mini-série (juin-août 1982) scénarisée par Claremont et Frank Miller, lorsque celui-ci montre son goût de la culture japonaise. Le considérant comme une sorte de « samouraï raté », Frank Miller fait de Wolverine un anti-héros beaucoup plus subtil chez lequel la sauvagerie n’est qu’un masque. En cela, il est bien le digne successeur du Fauve, cet autre rustre mal-aimé, autrefois membre des X-Men.

Logo de la série de comic book Wolverine (1988).

Par la suite, Marvel décide en 1988 de consacrer au personnage une série régulière. Le premier épisode de Wolverine (Volume 2), scénarisé par Chris Claremont et dessiné par John Buscema, sort en novembre 1988. Cette série "volume 2" comprend 212 épisodes. Les 189 premiers épisodes se poursuivent jusqu'en juin 2003. A cette époque la série est reprise par Greg Rucka et Darick Robertson et repart au n°1 du volume 3 jusqu'au n°74 en juin 2009.
Les origines de Wolverine, qui ont longtemps été un des grands mystères de Marvel, ont été « définitivement » fixées en 2001 dans la mini-série Origin (en), par Joe Quesada, Bill Jemas, Paul Jenkins, Andy Kubert et Richard Isanove. Il était prévu au départ que ce soit un glouton qui aurait évolué en humain grâce au Maître de l'évolution (mais cette idée a été rapidement rejetée).[réf. nécessaire]
David Lapham a écrit les épisodes de Wolverine: Blood & Sorrow (2006) et Wolverine: The Amazing Immortal Man and Other Bloody Tales (2008) avec Simone Bianchi (en), Kelly Goodine & Jonny Timmons.
La série Wolverine Weapon X (Scénario: Jason Aaron, Dessin: Ron Garney, Yanick Paquette, C.P smith, Davide Gianfelice) débute en juin 2009 pour 16 numéros jusqu'en octobre 2010, où la série Volume 4 commence pour 20 numéros toujours avec Jason Aaron à l'écriture jusqu'en janvier 2012. La numérotation est alors reprise du volume 2 au n°300: les 299 numéros précédents sont constitués des 189 numéros de Wolverine Vol 2 (1988), des 74 premiers numéros de Wolverine Vol 3 (2003), des 16 numéros de Wolverine : Weapon X (2009) et les 20 numéros de Wolverine Vol 4 (2010). Jeph Loeb reprend le titre du n° 310 au 313 avec les dessins de Simone Bianchi pour l'arc Sabretooth Reborn.

Logo de la série de comic book Wolverine (2013).

À partir de mai 2013 on repart sur le volume 5 comprend 13 numéros jusqu'en janvier 2014, Paul Cornell au scénario et Alan Davis aux dessins. Le volume 6 comprend 12 numéros d'avril à octobre 2014, Paul Cornell est encore à l'écriture. Relancé en Death of Wolverine de septembre à janvier 2015 par Charles Soule. Wolverine étant mort pétrifié dans de l'adamantium, le titre devient alors Wolverines, nom de l'équipe formée par Mystique, Daken, Dents-de-Sabre, Lady Deathstrike et X-23 pour 20 numéros de mars à août 2015 par Charles Soule
et Alisson Borges.
La première série de 5 numéros Old Man Logan prend place de mai à décembre 2015. Elle sera suivie d'une deuxième série de 50 numéros de janvier 2016 à décembre 2018. Suivie elle-même par Dead Man Logan durant l'année 2019. Dans cette réalité créée par Mark Millar et Steve McNiven, les super-vilains se sont unis, ont vaincu les héros et ont divisé le monde en territoires dévastés.
Le comics Wolverine volume 7 revient en avril 2020 avec Benjamin Percy à l'écriture et Adam Kubert aux dessins.

## Biographie du personnage

### Création
Lorsque le personnage est créé, Logan est agent du gouvernement canadien sous le nom de code « Wolverine ». Dans sa première apparition complète (Incredible Hulk #181), il est envoyé par le gouvernement canadien avec pour mission de mettre fin à un affrontement entre Hulk et le Wendigo qui sèment la destruction autour d'eux. Sa rapidité et son agilité lui permettent d'affronter ces deux colosses sans souffrir de la comparaison malgré son absence de super-pouvoirs. À l'origine, le personnage est plus un anti-héros au passé inconnu, et n'est pas connu comme un mutant. Ses griffes font alors partie de son costume.
Par la suite, l'origine du personnage est modifiée et révélée au public, particulièrement dans la série X-Men. Wolverine est en fait issu du projet secret canadien Weapon X, qui visait à créer un super soldat hyper-efficace. Dans ce but, Wolverine, un super-héros féroce doté du pouvoir de régénération, est soumis à une expérience : son squelette ainsi que ses griffes rétractiles (apparues dans sa jeunesse à la suite d'une mutation génétique), sont recouverts d'adamantium, un métal indestructible. Une fois l'expérience finie, son créateur décide de lui enlever la mémoire. Wolverine s'enfuit, mais il est rattrapé par ce dernier qui lui tire trois balles en adamantium dans le crâne. Sa mémoire en est altérée et il oublie complètement son passé.
En 2005, les auteurs ont décidé de rendre sa mémoire au personnage, utilisant dans ce but l'arc narratif House of M.

### Naissance
À cause de la nature de ses pouvoirs, on ignore l'âge exact de Logan ; il serait né entre 1882 et 1885 peu avant le 19 avril. La vie de Logan a commencé à Cold Lake, Alberta, Canada. Né James Howlett, le fils illégitime d'Elizabeth Howlett (qui était mariée à John Howlett, propriétaire d'un grand domaine) et du gardien des Howletts, Thomas Logan. James était particulièrement fragile et sujet à des crises d'allergie.
James a passé ses premières années sur le domaine des Howlett avec deux camarades de jeu qui vivaient avec lui dans le domaine : Rose O'Hara, une Irlandaise aux cheveux roux qui a été amenée de la ville pour être sa compagne, et un garçon surnommé "Dog", fils de Thomas Logan (et secrètement demi-frère de James). Les enfants étaient des amis proches, mais, alors qu'ils atteignaient l'adolescence, les abus infligés à Dog par son père déformaient son esprit. Dog a fait des avances non réciproques à Rose, ce que James a rapporté à son père. En représailles, Dog a tué le chiot de James, entraînant l'expulsion de Thomas et Dog du domaine.
Thomas, ivre et armé d'un fusil de chasse, est revenu avec son fils et a tenté d'emmener son ancienne amante Elizabeth avec lui. John Sr. a tenté de l'arrêter mais Thomas lui a tiré de sang-froid une balle dans la tête. James venait d'entrer dans la pièce lorsque cela s'est produit et sa mutation s'est finalement manifestée : des griffes osseuses s'étendaient du dos de ses mains. Il a attaqué les intrus avec une férocité inhabituelle, tuant Thomas et marquant le visage de Dog avec trois marques de griffes. Elizabeth, déjà une femme émotionnellement perturbée depuis la mort de son premier fils, complètement déséquilibrée, a chassé James et s'est suicidée immédiatement après d'un coup de fusil.
James avec l'aide de Rose a décidé de fuir. Le duo s'est ensuite retrouvé dans les Territoires du Yukon au Canada, se réfugiant dans une carrière de pierre de la Colombie-Britannique, prétendant être cousins. James a également pris le nom de "Logan", afin de cacher son identité. Là, Logan devient l'un des hommes les plus respectés par les mineurs pour son travail acharné et gagne le surnom de "Wolverine" lors de combats organisés.
Dog revint se venger. Logan l'a vaincu et était sur le point de le tuer avec ses griffes quand Rose a essayé d'arrêter Logan, elle s'est tuée en tombant accidentellement sur ses griffes. Choqué, l'esprit de Logan s'est fermé et il a décidé d'abandonner le monde civilisé et de vivre avec les loups.

### Rencontre avec Victor Creed
Dans les années qui suivirent, Logan fut de nouveau traqué par Dog, puis il rencontra la Mort elle-même, ensuite Nathaniel Essex obsédé par les mutations et plusieurs membres de la famille Creed  avant de finalement revenir à la civilisation.
Peu de temps après que Logan ait rencontré pour la première fois Victor Creed qui voulait se venger de ce que Logan avait fait à sa famille, celui-ci l'a capturé et l'a envoyé à l'Institut Ravencroft où il a été torturé et victime d'expérimentations par Nathaniel Essex une fois de plus mais grâce à l'aide de l'un des médecins, Logan a pu s'échapper.
C'est supposément à cette époque que Romulus, un être immortel qui a utilisé et manipulé les membres de la lignée Hudson (la famille de la mère de Logan) pendant des décennies, a décidé de s'intéresser à Logan.
Plus tard, Logan se rendit au Japon et à Madripoor, où il rencontra pour la première fois Seraph, la Main, et affronta à nouveau Victor Creed, s'appelant maintenant lui-même Dents-de-Sabre.
Plus tard, Logan s'est rendu dans une autre communauté frontalière des montagnes Rocheuses canadiennes et a rencontré une jeune Indienne Blackfoot, nommée Silver Fox, dont il est tombé amoureux. Les deux ont partagé une cabane ensemble et ont vécu heureux pendant un certain temps. Le jour de l'anniversaire de Logan, Dents-de-Sabre a brutalement attaqué Silver Fox, la violant et la laissant pour morte, la première de nombreuses « surprises » d'anniversaire de sa part. Enragé, Logan l'a combattu dans un bar, seulement pour être vaincu et presque tué. Dents-de-Sabre a ensuite manipulé Logan en lui faisant croire que les habitants de la ville voisine avaient ordonné la mort de Silver Fox, incitant Logan à les massacrer.

### Première Guerre mondiale
Silas Burr (Cyber) témoigne de la grande guerre : « ... Peu de gens m'aimaient à l'époque. Surtout ceux que j'ai formés. L'un, en particulier, l'a pris très personnellement. » Les flashbacks de mémoire de Cyber montrent que cette personne est Logan, et il semblerait que Cyber, en tant que Silas Burr, était le sergent instructeur sadique de Logan à l'époque de la Première Guerre mondiale. Il semble également que Silas Burr ait assassiné la petite amie de Logan, Janet, et lui ait arraché un œil lorsqu'ils se sont battus après sa mort. Cyber dit à Logan : « Vous n'avez jamais eu peur de prendre une raclée » et confirme qu'il a été transféré dans une base militaire au Canada en 1912 après avoir commis une série de meurtres brutaux en tant qu'agent de Pinkerton à Sioux City, Iowa.
Cyber révèle que Logan était déjà dans un centre d'entraînement militaire canadien secret au printemps 1912 lorsqu'il est arrivé et qu'un homme du nom de Hudson était responsable du fait que Cyber harcelait fortement Logan et avait ordonné le meurtre de Janet une fois qu'elle était devenue proche de Logan. Comme Hudson l'a expliqué à Silas Burr à propos de Logan, « Nous ne voulons pas qu'il soit sous contrôle - nous voulons qu'il soit ce qu'il est : un animal, né et élevé pour tuer. La seule mesure de contrôle que nous voulons établir - la seule chose que nous voulons qu'il apprenne et qu'il n'oublie jamais... c'est que s'il cesse un jour d'être le prédateur qu'il est censé être, s'il essaie un jour d'être autre chose, comme un homme... s'il essaie de tendre la main à quelqu'un… cette personne mourra ».
Nick Fury fournit à Logan de nouveaux détails concernant l'homme qui dirigeait le centre de formation dans l'ouest du Canada : « Son nom était Frederick Hudson. Son frère était Elias Hudson de la Compagnie de la Baie d'Hudson. Pour lequel vous avez travaillé. Frederick et Elias étaient les derniers de leur lignée familiale après la mort de leurs parents à bord d'un navire à passagers qui a coulé au large de l'île de Vancouver. Leur sœur était décédée au tournant du siècle. Elle s'appelait Elizabeth Hudson. C'était ta mère. En d'autres termes, la personne responsable de tes tortures au camp n'était autre que ton propre oncle ».
Le 22 avril 1915 à Ypres, en Belgique, Logan combat les Allemands en tant que soldat canadien pendant la Première Guerre mondiale. Son fusil à court de munitions, Logan tue un soldat allemand à mains nues. Mais un nuage de chlore gazeux balaie ses camarades et Logan, guérissant rapidement, se retrouve seul sur le champ de bataille face à une horde de soldats allemands portant des masques à gaz. Sans arme, Logan casse les lames de deux baïonnettes et attache les lames à ses avant-bras à l'aide de fil de fer barbelé.

### Les années 1920
Logan est dans le couloir de la mort d'une prison mexicaine du désert de Sonora pour avoir volé des chevaux. Attaché à un poteau devant un peloton, Logan rencontre une femme à la peau bleue du nom de Raven (Mystique) sur le point de partager le même sort. Alors que le peloton d'exécution ouvre le feu, Logan se libère de ses liens et bat les soldats à mort. Les deux partent pour un bar à Nogales, alors que Raven leur propose de travailler ensemble à Kansas City.
Raven lui présente son équipe d'escrocs inadaptés - Big Pearl, Pete le Pygmée, Honey Pot May, Six-Fingered Soapy et One-Eyed Ande. Plus tard dans la nuit, Raven essaie de convaincre Logan d'aider sur une grosse affaire. Celle-ci se révèle être la banque fédérale de Kansas City (qui a ouvert ses portes en novembre 1921), rapidement Raven et sa bande de marginaux retiennent les employés en otage alors que Soapy ouvre le coffre-fort. Malheureusement, cinq policiers lourdement armés attendent à l'intérieur.
Au lieu d'arrêter l'équipe hétéroclite d'escrocs, les policiers les abattent de sang-froid. Logan, attendant dehors avec une voiture, entre en courant et est confronté à la police. Mais il est rapidement révélé que Logan a vendu l'équipe pour l'argent de la récompense. Raven s'échappe. Plus tard, Logan se glisse à bord d'un wagon quittant la ville et se retrouve nez à nez avec Raven. Logan accuse Raven de l'utiliser depuis le début, et en réponse, elle dit de manière énigmatique : « Peut-être que oui. Mais je suppose que nous ne le saurons jamais avec certitude ». Alors que Logan se tourne pour trouver une autre voiture dans laquelle dormir, Raven lui donne un coup de pied dans le dos, l'envoyant voler du train.
Après Kansas City, Logan passe du temps dans divers endroits à travers le monde à la suite de son entrée dans la marine marchande…

### Les années 1930
Logan se remémore le Shanghai d'avant la Seconde Guerre mondiale lorsqu'il était un marin alcoolique. Plus précisément, il se souvient d'avoir affronté des membres de l'armée impériale japonaise lorsqu'ils ont menacé un vieil homme et un jeune garçon sans défense. Ne montrant que du défi face aux soldats, Logan impressionne un capitaine impérial japonais et se voit offrir un poste au Ogun Ryu Dojo à Kanazawa, au Japon.
Alors qu'il est en Extrême-Orient, Logan retourne à Madripoor et ravive sa relation avec Seraph...
En 1932, Seraph enseigne à Logan comment contrôler sa nature animale et, plus important encore, comment s'en tirer en tuant des gens, beaucoup de gens, à Madripoor. Au cours des prochaines années, Logan devient un assassin de classe mondiale, apprend chaque centimètre carré de Madripoor et tombe amoureux de Seraph.
Logan est à nouveau montré portant un cache-œil pendant une partie de son séjour à Madripoor pour cacher une blessure ou faisant partie d'un déguisement.
Il semblerait que Logan quitte bientôt Madripoor et rentre au Canada…

### Seconde Guerre mondiale
En faisant référence à la déclaration de guerre des États-Unis contre le Japon et l'Allemagne après l'Attaque de Pearl Harbor du 7 décembre 1941, Logan mentionne que le Canada était déjà en guerre contre l'Allemagne depuis deux ans. Logan explique en outre : « Même si je marchais sous le drapeau canadien, je n'étais pas exactement un soldat canadien. Mes ordres, bien qu'ils soient passés par l'armée canadienne, provenaient d'ailleurs. On nous appelait la Brigade du Diable… et tout comme pendant la Première Guerre mondiale, nous avons fait le travail du Diable. Comme pendant la Première Guerre mondiale, Cyber était mon commandant.
Dans la basse ville de Madripoor à Genosha en août 1941, un jeune Captain America et le major Ivan Petrovitch de l'Union soviétique combattent une foule de ninjas de la Main. Logan apparaît et aide rapidement à les mettre en déroute. De concert avec Captain America et le major Petrovitch, Logan sauve une jeune fille russe, Natasha Romanoff (la future veuve noire) contre les Nazis et la Main.
Logan se souvient d'avoir combattu aux côtés de Captain America dans les Alpes italiennes en 1942 pour tenter de « fermer la frontière ».
En France, en 1942, Logan rejoint la Résistance française. Il se heurte à Roberto Estacado, un célèbre assassin connu sous le nom de « l'Espagnol ». Finalement Logan capture l'Espagnol, lui coupant un bras et une jambe dans le processus, avant de finalement tuer l'assassin avec ses griffes
Alors qu'il travaille sur une mission de renseignement à Berlin, Logan tombe amoureux d'une jeune femme, Catharina. Ensemble, ils planifient une opération concernant un scientifique allemand, le Dr Lukas Maier. Logan est capturé pendant la mission et découvre que Catherina l'a trahi pour sauver la vie de ses sœurs emprisonnées. Catherina reçoit une balle dans la tête et Logan est gazé.
Au cours de l'hiver 1942, Logan se retrouve au Centre d'extermination de Sobibór, camp de la mort nazi en Pologne. Le nouveau commandant du centre, la major Bauman, inspecte le camp et trouve Logan le regardant d'un air menaçant. Il ordonne qu'il soit fusillé et brulé. Cette nuit-là, Bauman est choqué de voir Logan bien vivant, le sifflant dans l'obscurité. Bauman ordonne à nouveau qu'il soit abattu et brûlé. Au cours des semaines suivantes, cette scène se rejoue encore et encore, à chaque fois avec Logan apparemment tué de manière de plus en plus macabre, pour apparaître dans le camp le lendemain, en forme. Le 28 mai 1942, le major Bauman affronte Logan, attaché à une chaise, dans son bureau et le bat sauvagement avec une bouteille de vin. Alors que Bauman perd de plus en plus le contrôle, Logan se libère juste au moment où une lampe cassée enflamme tout le bâtiment. Le major Bauman périt dans l'incendie, et peu de temps après, un nouveau commandant est nommé, qui voit Logan le regarder d'un air menaçant...
En 1943, il travaille pour une mystérieuse organisation au Tule Lake War Relocation Center à Newell, en Californie. Il était chargé de conduire des prisonniers politiques japonais dans une caverne secrète où des scientifiques américains les utilisaient comme cobayes pour une expérience top secrète. Véritable cerbère, il avait pour mission d'éliminer leur famille, tuer tout intrus ou toute personne cherchant à s'enfuir. Onze individus ont été soumis à une expérimentation inhumaine pendant 118 jours, date à laquelle ceux qui dirigeaient le projet y ont mis fin, ordonnant à Logan de tuer toutes les personnes impliquées, des expérimentateurs aux victimes, et de faire exploser personnellement le laboratoire souterrain.
Le sergent Doolin de la Gendarmerie royale du Canada a témoigné des événements passées le 6 juin 1944 au-dessus de Ranville, en Normandie, lorsque lui et le caporal Logan étaient membres du 1er bataillon canadien de parachutistes, sautant en tant qu'élément de la 6e division aéroportée britannique au cours du débarquement allié du Jour J. Les deux se sont accrochés aux arbres pendant le saut, mais Logan s'est libéré avec son Couteau de combat Fairbairn-Sykes. Lorsqu'une patrouille du 21e Panzergrenadier les a découverts, Logan a tué toute la patrouille allemande uniquement avec son grand couteau à double tranchant.
Le 28 avril 1945 au-dessus de l'espace aérien allemand, l'avion de Logan et d'un groupe de commandos américains est abattu par un escadron de chasseurs Focke-Wulf Fw 190 allemands. Seul survivant allié, Logan se dirige vers une installation hautement fortifiée qui abrite un programme allemand de super soldats. Le soir du 30 avril, Logan se glisse dans le sous-sol de l'établissement, voyant un scientifique nazi transformer un soldat allemand décoré en loup-garou. Logan s'engage dans une lutte, mais les griffes du loup-garou s'avèrent plus efficaces. Logan arrache finalement une médaille en argent autour du cou du loup-garou et le poignarde mortellement avec. Avant que Logan ne puisse tuer le scientifique, Nick Fury arrive et ordonne au caporal de se retirer, car les États-Unis ont besoin de scientifiques pour la bataille à venir contre les soviétiques.
Logan se retrouve à la fin de la guerre au Japon dans un camp de prisonniers de guerre après qu'une mission visant à faire exploser un train en Birmanie a mal tourné. Il s'échappe avec un prisonnier américain, le lieutenant Ethan Warren. En chemin, Logan est attiré par une belle femme japonaise, mais le lieutenant exige qu'elle soit tuée. Logan menace Warren et le chasse. La femme, Atsuko, invite Logan chez elle à Hiroshima.
Après que Logan et Atsuko ont passé une heureuse nuit ensemble, Warren tire sur Logan dans la tête. Puis Warren empale Atsuko avec sa baïonnette. À ce moment, Logan se relève et met Warren en bouillie. Lorsque Logan donne le coup fatal avec l'épée du père d'Atsuko, Warren ne meurt étonnamment pas, expliquant qu'il est, comme Logan, immortel. Avant qu'ils ne puissent terminer leur combat, le bombardier B-17 "Enola Gay" au-dessus de leur tête lance une bombe du nom de "Little Boy", car c'est le 6 août 1945. Alors que le champignon nucléaire s'atténue, Logan est toujours bien vivant.

### Jasmine Falls
Peu de temps après la guerre, il a été embauché par un homme du nom de Chang pour travailler pour Landau, Luckman, and Lake (en). Logan est retourné au travail d'espionnage indépendant à la fin de 1945.
Lors d'une mission le long de la Riviera, l'agent de la CIA Richard Parker surprend la baronne Adelicia Von Krupp informée de la capture de l'agent Ten de la CIA à Mahasashtra, en Inde. Parker et sa femme Mary reçoivent l'ordre de se rendre à Bombay pour aider à libérer cet « agent d'une puissance amie travaillant avec l'Agence ». Une fois là-bas, les Parkers sont capturés par des adeptes du Suprême et découvrent que l'agent Ten est Logan. Le Suprême (révélé plus tard sous le nom de Baron Strucker) est impressionné par la « constitution remarquablement forte » de Logan qui lui permet de supporter sept jours de torture (peut-être à la suite de leurs précédentes rencontres). Mary Parker fait semblant de céder sous la pression et crée suffisamment de confusion pour que Logan et les Parker s'en sortent indemnes. Plus tard à l'hôpital, Logan est témoin de la nouvelle que Mary est enceinte (de Peter Parker, qui devient plus tard Spider-Man).
En 1950, Logan prend sa retraite de Landau, Luckman & Lake et se dirige vers Jasmine Falls.
À Jasmine Falls, Honshu, Japon, Logan devient l'élève d'un sensei dans l'espoir de contrôler sa nature animale. Malgré cinq ans d'entraînement là-bas, Logan est toujours gouverné par sa colère, blessant gravement son ami, Miyaga, lors d'un entraînement au combat. Logan a cherché à se racheter pour ses actions passées et a étudié avec Bando Saburo, afin d'apprendre à laisser sa nature guerrière derrière lui. Il est tombé amoureux d'une femme nommée Itsu. Ils se sont mariés et ont conçu un enfant ensemble, ce qui a rempli Logan de joie, mais Itsu a été assassinée par Bucky Barnes, alias le Soldat de l'Hiver, soumis à un lavage de cerveau.
Croyant que sa femme et son enfant étaient morts, Logan disparait. Pour venger leur mort, il est allé voir un forgeron immortel nommé Muramasa, qui a utilisé un morceau de l'âme de Logan pour forger une puissante lame que Logan réclamerait des années plus tard. À son insu, Romulus a également pris l'enfant du ventre d'Itsu et il est né en toute sécurité et adopté par un couple japonais. Cet enfant s'appelait Akihiro, mais il a finalement pris le nom de Daken, qui signifie Bâtard.

### Projet Arme X
En 1961, Logan, connu maintenant sous le nom de Wolverine, rejoignit le projet Arme X, qui faisait partie du programme Arme Plus créé pour lutter contre la menace mutante. Il a ensuite été placé dans l'équipe Black Ops dirigée par la CIA, appelée équipe X, avec Dents-de-Sabre, Silver Fox, Maverick, Kestrel (John Wraith) et Mastodon. Pendant cette période, l'équipe X a reçu des implants de mémoire via des manipulations télépathiques d'Aldo Ferro et d'autres technologies. L'arme X a également dupliqué le facteur de guérison de Wolverine et l'a implanté dans l'équipe X, ralentissant leur processus de vieillissement.
En 1963, les agents Wolverine, nom de code « Emilio Garra » et Dents-de-sabre, nom de code « El Tigre », étaient en mission à Cuba après l'assassinat de Kennedy, où ils sont trahis par Silver Fox. Ils ont ensuite été rejoints par les agents Mastodon et Wraith, et ensemble ils se sont affrontés à Silver Fox, connue sous le nom de code « Zora de Plata ». Logan quitte l'équipe X fin 1968.
Pendant toutes les années suivantes, Logan est tombé amoureux de nombreuses femmes et à son insu, il a également engendré un certain nombre d'enfants. Ces enfants sont retrouvés plus tard par un autre des fils de Logan, Daken, qui les donna à une organisation maléfique qui voulait se venger de Logan pour ce qu'il leur avait fait dans le passé : la Main droite rouge. Sur les conseils de Daken, la Main Droite Rouge les a entraînés afin de les utiliser comme armes contre Logan, mais sachant parfaitement qu'ils n'auraient aucune chance contre lui. Ils étaient connus sous le nom des « Bâtards ».
Après avoir quitté l'équipe X, Wolverine a rejoint le département K, une branche secrète du ministère canadien de la Défense ayant des liens avec l'arme X. Basé à Ottawa, associé à Neil Langram, il a de nouveau travaillé avec Nick Fury, maintenant un agent de haut rang de la CIA, et avec Richard et Mary Parker (les parents de Peter Parker).
Avant de quitter le Canada, Logan a été piégé, battu et enlevé par le projet Arme X. Le squelette de Logan, y compris ses griffes, a été lié au métal indestructible connu sous le nom d'Adamantium, le rendant incassable et enterrant sa personnalité sous le lavage de cerveau le plus intense qu'il ait jamais subi. Mais Logan s'est avéré trop difficile à contrôler pour le programme Arme X et, après un certain temps, il s'est libéré de la programmation, est tombé dans une fureur de berserker et s'est échappé de l'installation, tuant presque tout le monde.

### Membre des X-Men
Errant dans les bois, Logan a finalement été découvert, il est recueilli par James et Heather Hudson qui l’intègrent dans le département H du ministère de la défense Canadienne. Quelque temps après, l'armée canadienne s'est mobilisée pour combattre Hulk au Québec. Wolverine a commencé une bataille avec Hulk et le Wendigo,. N'arrivant pas à stopper le colosse vert, il reçoit l'ordre de retourner au département H tandis que Hulk est capturé à l'aide d'une bombe à gaz. Alors qu'il est pressenti pour devenir leader de la Division Alpha, un groupe de super-héros canadien, il choisit de quitter le Canada (en fait, il est amoureux de Heather mais découvre que c'est James qui lui a greffé son squelette d'adamantium) pour rejoindre les X-Men, recruté par le Professeur Xavier. Une forte hostilité naît entre James Hudson et lui à cause de cette décision. Le gouvernement canadien tente de le faire ramener de force depuis les États-Unis. Après l'échec de ces tentatives, James Hudson et Wolverine font la paix.

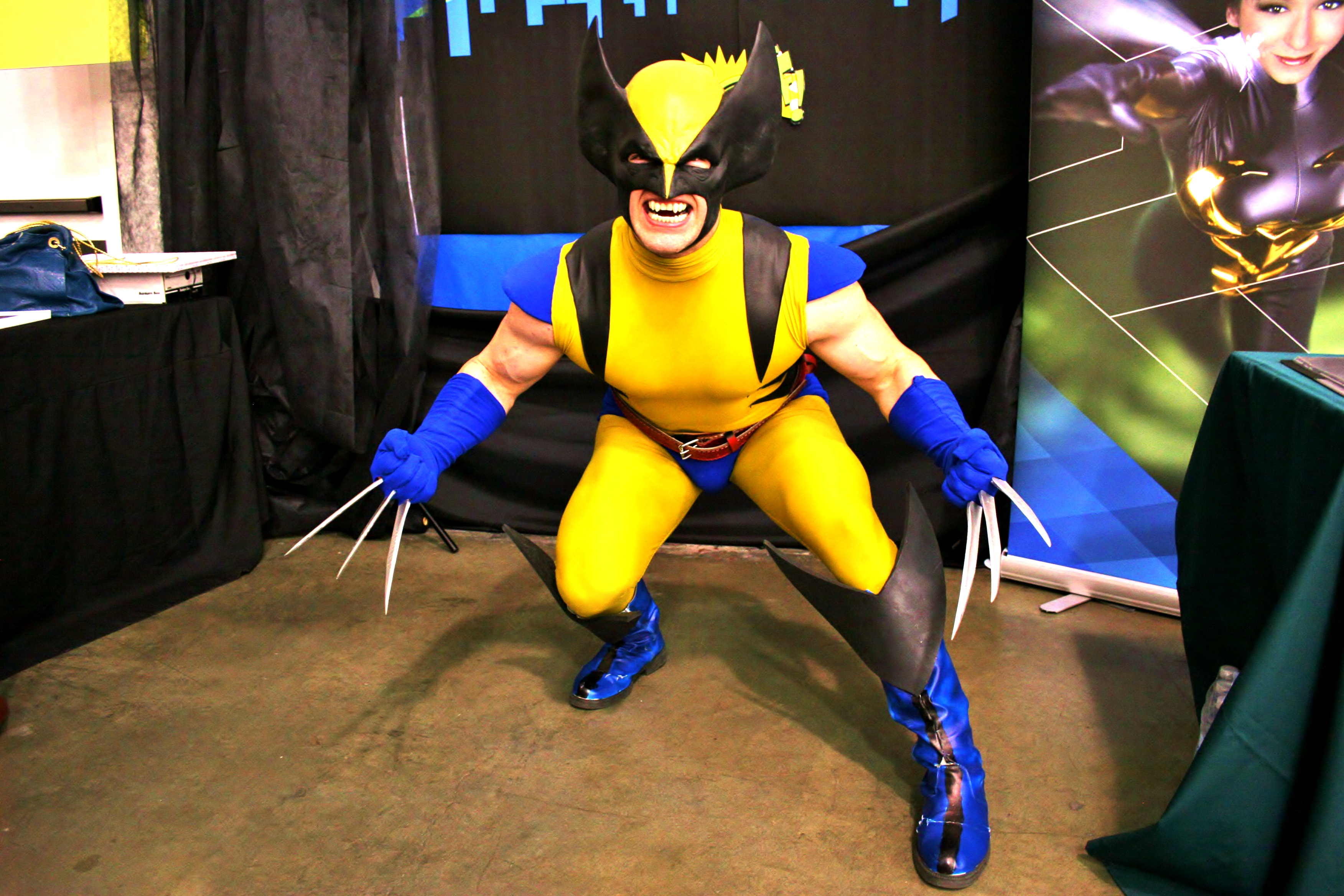
Cosplay de Wolverine avec son costume jaune et bleu, comme vu dans sa première apparition face à Hulk.

À son arrivée chez les X-Men, Wolverine est misanthrope, solitaire, et supporte mal l'autorité. Son mauvais caractère provoque souvent des heurts avec Cyclope, le leader des X-Men. Toutefois, à force d'entraînement et de patience, Logan parvient à contrôler son instinct bestial et son humeur vindicative. Ces défauts sont aussi ce qui fait sa force lorsqu'il s'agit d'affronter des adversaires à la force surhumaine. Malgré ce tempérament, il est aussi un guerrier à l'âme de poète.
Il s'avère être un homme aux multiples talents. Il parle japonais, russe, mandarin, cheyenne, lakota, et espagnol ; il a des connaissances en français, thaï, et vietnamien. Il suit un code d'honneur personnel et se lie d'amitié avec ses collègues X-Men, notamment Diablo, pourtant si différent de lui. Les X-Men l'appellent familièrement « Logan », sans qu'il sache lui-même d'où vient ce surnom. On apprend toutefois en 2001, lors de la saga Origin (en), qu'il était issu d'une riche famille dont le jardinier était nommé Logan. On apprend également qu'il aurait eu un frère ainé, probablement mort avant sa naissance, sur lequel couve un mystère. Bien qu'aucune ligne de texte n'y fasse allusion, le lecteur ne peut manquer de constater la ressemblance physique entre le futur Wolverine et le jardinier, ainsi qu'entre le fils de ce dernier (Cabot Logan) et les Howlett, ce qui laisse imaginer une liaison adultère. Ce dernier pourrait même être le mutant Dents-de-Sabre.

### Futur antérieur
Lors de l'histoire Futur antérieur (Days of Future Past) qui se déroule dans un futur dystopique en 2013, au sein d'une réalité alternative de la Terre-616, le gouvernement des États-Unis a réactivé les robots chasseurs de mutants les Sentinelles à la suite de l'assassinat du sénateur américain Robert Kelly (en), sur fond de haine anti-mutante. Traquant les mutants (ainsi que les super-héros et les super-vilains non mutants) pour les capturer ou les éradiquer, les Sentinelles ont finalement pris le contrôle du pays.
Le Sentinelles placent les derniers survivants surhumains dans un camp d’internement à New York, dans le Bronx, neutralisant leurs super-pouvoirs par la pose de colliers inhibiteurs. Après avoir conquis les États-Unis et tué la majorité des mutants (notamment Charles Xavier, le fondateur des X-Men) et les autres créatures surhumaines qui y vivent, les Sentinelles se tournent à présent vers le reste du monde, projetant d'envahir le Canada. Les autres pays, conscients du plan des Sentinelles, s’apprêtent à utiliser leurs armes nucléaires contre eux en cas d'attaque..
À la veille d'un holocauste nucléaire plus que probable, les quelques X-Men encore vivants en 2013 sont Katherine Pryde (nommée dans cette réalité « Kate » Pryde), Magnéto (maintenant âgé, paraplégique et en chaise roulante), Tornade, Colossus et Wolverine (ce dernier étant le seul mutant encore en liberté, menant la résistance au Canada ; il ne peut pas utiliser ses pouvoirs sous peine d'être détecté par les Sentinelles), aidés de Franklin Richards et de son épouse. Grâce à l’épouse de Franklin (Rachel Summers), une télépathe, l'esprit de Kate Pryde est envoyé dans le passé en 1980, afin de posséder le corps de son plus jeune être (Kitty Pryde) et, ainsi, prévenir ses coéquipiers X-Men de cette époque de l'événement crucial qui va arriver dans l'histoire homme-mutants : l'assassinat du sénateur Kelly par Mystique et son équipe tout juste reformée de la Confrérie des mauvais mutants. La mort de Kelly est en effet le point de départ d’une réaction en chaîne qui mène à l’éradication des mutants.
Faisant équipe avec ses coéquipiers X-Men de 1980, Kate Pryde obtient leur aide et réussit finalement sa mission. Par la suite, son esprit retourne à son époque d'origine en 2013 et réintègre son corps, alors que l'esprit de son alter ego de 1980 est restauré sans aucun souvenir de l’évènement.

### Mariko Yashida
Au cours d'une expédition au Japon, Logan rencontre Lady Mariko Yashida. Plus tard, il est forcé de tuer le père de celle-ci lors d'un face à face pour détruire le cartel du crime qu'il contrôle. Mariko et Logan se rapprochent, mais en raison d'un étrange code d'honneur de la famille de la Japonaise, et aussi à cause de manipulations du Cerveau, elle se refuse à l'épouser malgré leur attirance réciproque. Longtemps après Mariko est devenue une force dans la pègre japonaise ; cependant, son autorité a été contestée par le chef de la Main, Matsu'o Tsurayaba (en). Alors qu'elle croyait conclure une alliance, elle est empoisonnée par Reiko, une assassin Yakuza dont la lame a été piégée par Silver Fox aux ordres de Tsurayaba, ce qui contraint Wolverine à abréger ses souffrances en la tuant de ses griffes, à la demande de Mariko, pour mettre un terme à l'action de la toxine incurable. Cet événement dramatique bouleverse Logan et le marque à jamais, le rendant plus réfléchi. Wolverine venge néanmoins Mariko en jurant de découper une partie du corps de Matsu'o à chaque anniversaire de la mort de Mariko (ce qu'il fait, commençant par le bras gauche puis l'oreille droite, le nez, la vésicule biliaire).

### Mutant Massacre
Lors de l'arc narratif Mutant Massacre (en), les Maraudeurs, un groupe de mutants meurtriers, réalisent un génocide massif des Morlocks, une communauté de mutants vivant dans les égouts de Manhattan à New York et blessent certains X-Men venus les défendre. Mister Sinistre est le leader des Maraudeurs et prend place comme un personnage central de plusieurs aventures des X-Men. Au cours du combat, le X-Man Diablo (Kurt Wagner) subit des blessures critiques de la part de Riptide (qui est ensuite étranglé par Colossus). Kitty Pryde est transpercée par un projectile énergétique lancé par Harpoon et devient intangible de manière permanente. Quant à Colossus, bien que personne ne s'en rendit compte sur le moment, il est lui aussi touché et ne parvient plus à quitter son corps d'acier, il est secouru par Magneto qui dirige alors les X-men. Par ailleurs, le mutant Angel (Warren Worthington III) de Facteur-X est gravement blessé par les Maraudeurs lors d'un autre combat, devant être amputé de ses deux ailes. D'autre part le super-vilain Dents-de-sabre réapparaît (il était déjà apparu dans la série Iron Fist de Claremont et Byrne). Les auteurs font alors de Dents de sabre un adversaire personnel de Wolverine, avec l'idée que leurs passés sont liés.

### La mort des X-Men
À Dallas au Texas, les X-Men combattent l'Adversaire, une très ancienne entité mystique et ont donné leur vie pour l'emprisonner. Forge a eu besoin des essences de neuf âmes pour sceller le portail et, avec seulement huit X-Men présents à l'époque (dont Wolverine), Madelyne Pryor a accepté d'être la pièce manquante et le groupe a été transformé en énergie pure. L'incident entier a été enregistré par une équipe de journalistes et diffusé mondialement. Cependant, la gardienne Roma (fille de Merlin) a redonné vie aux X-Men. Après avoir été ressuscités, les X-Men et Madelyne ont décidé de profiter de l'occasion pour entrer dans la clandestinité et garder leur renaissance secrète.
Les X-Men ont refait surface à Cooterman's Creek en Australie, où ils ont vaincu les Reavers et revendiqué leur base. Ils ont également libéré le téléporteur Gateway, un aborigène muet et mutant capable de créer des portes interdimensionnelles avec son bullroarer. Roma est apparue et leur a présenté le Siège du Péril, un joyau qui crée un portail accordant à toute personne qui le traverse un jugement et une nouvelle chance de vivre et les rend magiquement invisibles à toute sorte de perception technologique.
Les Reavers reviennent dans leur ancien camp de base avec Donald Pierce, leur chef et battent à mort Wolverine, qui est alors suspendu à un X en bois. Pendant que les Reavers attendent la fin d'une tempête, Jubilee libère Wolverine, qui n'a même pas la force de se tenir debout. Les X-men abandonnent l'Australie.
Il connaît ensuite de nombreuses aventures, et affronte de nombreux ennemis, comme des Sentinelles cachées en Australie, Lady Deathstrike, la cyborg Cylla et Bloodscream qui le pourchassent dans le grand Nord canadien, Cyber, etc.

### X-Tinction Agenda
X-Tinction Agenda (en) se déroule immédiatement après les événements du crossover de 1990 "Days of Future Present", un groupe de Magistrats (soldats de l'île de Genosha), soutenu par le cyborg Cameron Hodge, et comprenant un amnésique Havok (un ex-membre des X- Men), attaquent le manoir des X-Men et enlèvent Tornade, Warlock, Boom-Boom, Rictor et Félina. Warlock est tué, Tornade, Boom-Boom et Félina subissent un lavage de cerveau, transformées en esclaves mutantes obéissantes, qui forment l'épine dorsale de l'économie et du mode de vie Genoshan. Cable, les Nouveaux Mutants, Gambit, Forge et Banshee recrutent X-Factor et envahissent Genosha pour sauver leurs coéquipiers. Cyclope y combat son frère Havok sans résultat. Wolverine, Psylocke et Jubilee se dirigent indépendamment vers Genosha pour sauver leurs amis. Wolverine et Psylocke se font arrêter par Hodge tandis Jubillee s'échappe avec Boom-Boom et Rictor. Jean Grey retrouve Wolverine en prison au bord de mort sans ses pouvoirs. Les X-Men et leurs alliés parviennent à secourir leurs partenaires Tornade et Félina. En fin de compte, les X-Men battent les forces de Genosha et la tête coupée de Cameron Hodge est déchiquetée par Félina et enterrée vivante par Rictor. Tornade, dont le corps avait physiquement régressé vers celui d'un enfant dans une histoire antérieure, bien qu'avec ses souvenirs d'adulte et sa personnalité intacts, a été libérée du lavage de cerveau et a retrouvé sa forme adulte. Félina a également été libérée de son lavage de cerveau, mais a été piégée en permanence sous une forme animale. Havok (ayant retrouvé ses souvenirs) a choisi de rester à Genosha avec Félina pour aider à reconstruire le pays désormais anarchique et le protéger de la guerre civile entre sa population humaine et mutante. À l'issue les différentes équipes X-men sont rassemblées

### Les deux équipes X-Men: Bleu et Or
Wolverine porte le nouveau costume X-Men, jaune et noir.
Le professeur X a reconstruit les X-Men, avec une équipe plus nombreuse que jamais, qui est maintenant retournée dans son ancien manoir. Pour rester efficaces en tant que groupe, les X-Men ont été divisés en deux équipes : la Bleu, dirigée par Cyclope, composée du Fauve, Wolverine, Malicia, Psylocke et Gambit (qui apparaissent dans le comics X-men Vol.2) ; et la or, dirigé par Tornade, composé de Jean Grey, Iceberg, Archangel et Colossus (qui apparaissent dans le comics Uncanny X-men).

### Attractions Fatales
Magnéto et ses Acolytes s'emparent du vaisseau de Cable et le rebaptisent Avalon, le paradis des mutants. Cable essaye de reprendre « Graymalkin » (son vaisseau), mais Magnéto le laisse au bord de la mort en lui arrachant toutes ses parties métalliques. Alors que les X-men enterrent Illyana Raspoutine tuée par le virus Legacy, Colossus trahit Charles Xavier et rejoint Magnéto. Le gouvernement américain tente de l'exclure de la Terre en mettant en place un réseau de satellites qui priveraient le mutant de ses pouvoirs sur Terre. Dans un accès de rage, Magnéto détruit le champ électrique de ces satellites, confrontant le globe terrestre à une IEM de très forte intensité.
Charles Xavier lance alors une attaque sur Avalon. Pendant la bataille, alors que Wolverine l'attaque sauvagement, Magnéto utilise ses pouvoirs magnétiques pour détacher l'adamantium de son corps et démontre que ses griffes font en réalité partie de son squelette. C'est une des épreuves les plus dures qu'il eut à endurer. L'adamantium avait en fait bloqué l'évolution de sa mutation, et il commençait à régresser vers un état sauvage. Son facteur de guérison, lui aussi bloqué par l'adamantium, se réajusta, à un niveau et une vitesse incroyables après un temps d'inactivité totale (Logan crut même que son facteur était perdu). Wolverine quitte alors les X-Men.
En retour de l'agression de Logan, le professeur Xavier avait utilisé ses pouvoirs télépathiques pour dissiper l'esprit de Magnéto, l'amenant à un état catatonique. Plus tard dans la série, il est expliqué que l'aspect le plus sombre de l'esprit de Magnéto s'est échappé dans le subconscient de Xavier, « fusionnant » avec la nature la plus sombre de ce dernier, pour finalement former une entité psychique à part: Onslaught.

### Régression animale
À Akkaba, Égypte, Genesis (en), le fils adoptif d'Apocalypse, lui tend un piège avec les Dark Riders, pour le transformer en Cavalier de l'Apocalypse. Mais le plan échoue, Wolverine rejette violemment l'Adamantium qui devait recouvrir ses os, Genesis et plusieurs Dark Riders (Lifeforce, Spyne et Hurricane) sont tués en conséquence de la rage provoquée. Wolverine est alors aidé par Elektra pour guérir de sa régression à un état animal, primitif juste avant l’événement Onslaught. Avec les pouvoirs de Gateway, Wolverine découvre la vérité sur la création d'Onslaught (mélange des psychismes du Professeur Xavier et Magnéto).

### Mariage avec Vipère
De retour sur l'île de Madripoor (en), il y épouse Vipère, par dette d'honneur, et est violemment attaqué par Dents-de-Sabre au sommet de sa forme. Kitty Pryde lui sauve la vie.

### Cavalier d'Apocalypse
Pendant qu'un Skrull se faisait passer pour Wolverine, Apocalypse réussit à enlever l'adamantium de Dent de Sabre pour en recouvrir le squelette de Wolverine, le transformant en l'un de ses cavaliers : La Mort. En tant que cavalier de la mort, Wolverine a accompli plusieurs missions pour Apocalypse et a combattu Hulk. Pendant ce temps, le Skrull qui l'a remplacé a tenté de créer une rupture entre les X-Men et leur mentor, mais a été tué par le vrai Wolverine sous les ordres d'Apocalypse.
Après avoir découvert que leur coéquipier était un Skrull, les X-Men ont découvert que le vrai Wolverine était le cavalier de la mort d'Apocalypse et ont décidé de l'aider. Sous le contrôle d'Apocalypse, Wolverine a combattu férocement les X-Men dans son personnage de Mort, mais Psylocke, Archangel, Kitty Pryde et Jubilee l'ont aidé à se libérer du contrôle d'Apocalypse et réussir à récupérer sa personnalité. Il rejoint les X-Men durant l’événement Les Douze pour combattre Apocalypse menant vers le crossover Ages of Apocalypse.

### Eve of Destruction
Les Nations unies ont cédé la nation insulaire de Genosha au puissant mutant Magneto après qu'il a exigé une nation entière réservée aux mutants. Magneto et ses acolytes ont réussi à rétablir un minimum de paix et de stabilité seulement brièvement jusqu'à ce que la guerre civile éclate entre lui et la population humaine restante sur l'île dirigée par les magistrats. Magneto a finalement vaincu les magistrats et rétabli l'ordre dans l'île, les résistants étant anéantis.
Cargill, une ambassadrice Genoshéen, lance l'ultimatum de Magneto aux Nations unies : les autres gouvernements du monde doivent cesser leur discrimination et leur persécution des mutants ; sinon, Magneto et son armée les renverseront et, si nécessaire, extermineront tous les non-mutants. Vif-Argent, un révolutionnaire sur Genosha, a été exilé. Xavier est enlevé et crucifié en place publique à Genosha.
Gray recrute Cargill (après sa capture et son interrogatoire par le gouvernement américain), Véga, Wraith, Omerta et Sunpyre pour remplacer les X-Men actuels (occupés par les X-Treme X-Men). Cette équipe tente de sauver Xavier de Magneto avec l'aide de Cyclope et Wolverine, qui ont déjà infiltré Genosha.
Magneto s'adresse à ses troupes. Pendant ce temps, Cyclope et Wolverine travaillent avec des réfugiés dans les égouts et retrouvent une vieille camarade, Polaris. Dazzler revient chez les X-Men à la suite de la mort de Longshot et la destruction du Mojoverse. Lorsque les X-Men atteignent Genosha, Magneto déchire leur jet et les ramène sur terre devant son armée. Dazzler voit Xavier crucifié sur la place, attaque Magneto et est tuée en apparence.
Omerta attaque en premier ; Magneto l'immobilise mais ne parvient pas à traverser son invulnérabilité. Véga attaque ensuite ; Magneto jette Omerta dans la stratosphère pour que Véga doive le récupérer. Wraith, de près, fait disparaître la peau de Magneto, ce qui le déconcerte momentanément. Cyclope et Wolverine arrivent ; Cyclope est immédiatement mis hors de combat, tandis que Wolverine est immobilisé à cause de son squelette métallique. Grâce à une ruse holographique de Dazzler, cependant, Voght et Jean Gray ont libéré Xavier, qui supprime les pouvoirs de Magneto. Pendant que les autres décident quoi faire de Magneto, Wolverine résout soigneusement le problème en le poignardant avec ses griffes. Les mutants que Gray a recrutés refusent de rester avec l'équipe.

### Mort de Jean Grey
Jean Grey et le professeur Xavier se sont rendus à Paris et ont rencontré un personnage étrange nommé Fantomex qui a révélé plusieurs vérités sur le projet Arme X, notamment que le X signifiait "10" depuis le début et que le programme Arme X était juste une partie du programme Arme Plus qui a créé plusieurs armes vivantes au fil des ans. Il a également été révélé que les dernières armes ont été créées dans un centre de recherche autonome The World construit par Arme Plus quelque part dans l'Angleterre rurale.
Après avoir vaincu l'Arme XII, Jean Grey a appris que Fantomex était également une victime/un projet Arme Plus, que son vrai nom de code était Arme XIII et qu'il avait également été créé dans The World. Peu de temps après, alors qu'il sauvait le mutant Dust, Logan rencontra Fantomex qui l'appela par son vrai nom pour la première fois depuis des années : "James".
Peu de temps après, Wolverine, Cyclope et Fantomex ont infiltré "The World". Là, Wolverine a appris comment il avait été utilisé dans le massacre de Roanoke lors de l'expérience Arme X et d'autres secrets Arme Plus. Il a été révélé plus tard que c'était le plan de Sublime depuis le début de laisser Logan regarder ces fichiers afin de déverrouiller sa mémoire sur Roanoke et de le ramener à cet endroit plus tard. Après avoir été confronté au dernier produit du programme Arme Plus, l'Arme XV, Logan a fait exploser une bombe qui a fait exploser la station Arme Plus et l'Arme XV dans le processus.
Logan a survécu et a été sauvé par Jean Grey, mais après leur retour sur terre, Jean a été tué par Xorn, laissant les X-Men le cœur brisé. C'est Logan qui a décapité l'imposteur de Magnéto, quand ce dernier s'est emparé de l'Institut Xavier et menaça de détruire New York. Le sacrifice de Jean Grey dans l'espace fut un grand traumatisme affectif pour lui. À la suite de la mort de Jean, Logan eut plus que jamais des problèmes avec Cyclope, ne comprenant pas la consolation qu'il trouvait avec Emma Frost.

### Ennemi d’État
À la fin 2004, le tandem Mark Millar et John Salvatore Romita prend le destin de Wolverine en main : La Main et l'HYDRA capturent le héros et Gorgone, un être mystérieux, lui fait un lavage de cerveau. Ils l'utilisent ensuite pour assassiner leurs opposants, en particulier les agents du SHIELD de Nick Fury. Logan tue ainsi Véga, son ancien équipier de la Division Alpha. Il reprend peu après le contrôle de lui-même et part alors dans une croisade contre l'Hydra, provoquant une hécatombe qui le place en porte à faux avec Captain America.
Depuis, Wolverine reste un membre important des Astonishing X-Men. Il est également officier de l'agence X-Treme Sanctions Executive (XSE) et il a rejoint en 2005 l'équipe des New Avengers tout comme d'autres fameux héros tels que Captain America, Iron Man et Spider-Man.

### House of M
Plus tard, dans le crossover House of M qui se place dans un monde (la Terre-58163) où les mutants sont dominants et les sapiens dominés, Wolverine devient un des membres d'élite le plus reconnu de la Garde Rouge du S.H.I.E.L.D., qui accomplit les missions les plus dangereuses pour le gouvernement dirigé par Magnéto avec sa partenaire Raven Darkholme. Il est l'un des seuls héros qui se rappelle l'autre réalité. C'est aussi à la suite de cet événement qu'il récupère la mémoire sur son passé et Weapon X.
À la suite de cette aventure, Wolverine commence une quête vengeresse contre le S.H.I.E.L.D. et le Département K.

### Civil War
Après les événements du cross-over Civil War, il se lance à la poursuite de l'homme qu'il jugeait responsable de la tuerie de Stamford, Nitro. Il le retrouve et Namor l'emprisonne dans ses geôles sous-marines. Ils découvrent que la tuerie a été manigancée par le Directeur général de Damage Control inc. Il reste aux côtés de Captain America, dans le camp des anti-Registration Act.
En raison de la popularité du personnage, Wolverine a fait partie de plusieurs équipes simultanément. Au début des années 2010, il faisait partie des Uncanny X-Men, X-Force (Vol.3 2008–2010), des Avengers (Vol.4 2010–2013) et des New Avengers (Vol.2 2010–2013). Dans New Avengers (Vol. 2) #1 (juin 2010), il dit à Bobbi Morse que le multitâche est son pouvoir mutant ("Multitasking it's my mutant power"). Il quitte les Avengers en même temps que Spider-Man à l'occasion d'un remaniement où il est remplacé par Tornade.

### Leader d'X-Force

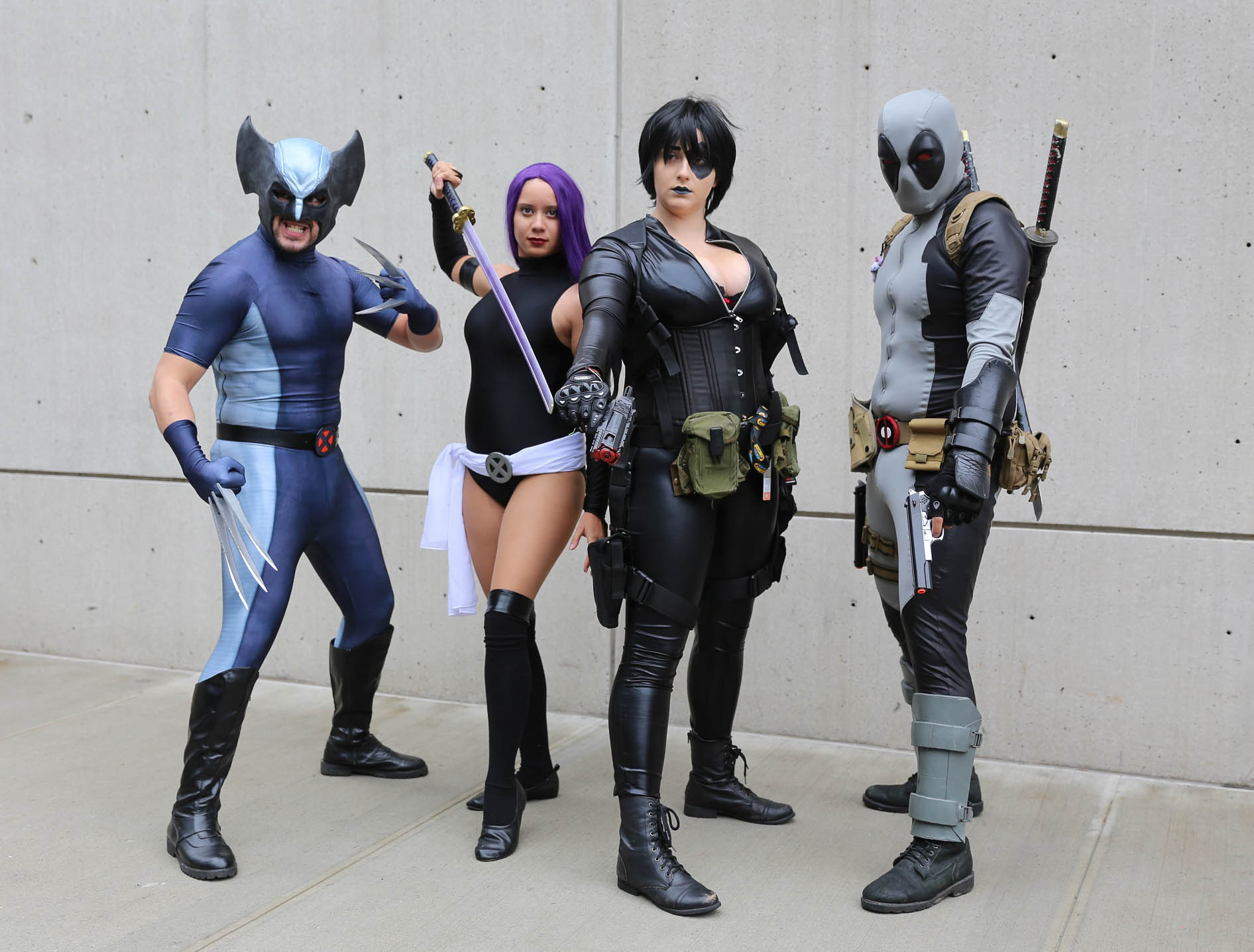
Uncanny X-Force 2010 (Wolverine, Psylocke, Domino et Deadpool).

Peu de temps après, Cyclope a décidé d'assembler une nouvelle X-Force avec Wolverine en tant que chef d'équipe de Warpath, Félina et X-23 afin de s'occuper des sales affaires que le reste des X-Men ne ferait pas normalement, y compris des meurtres. L'équipe a accompli plusieurs missions et a accueilli de nouveaux membres en cours de route tels que Elixir, Archangel, Domino et le Fantôme. Peu de temps après, l'équipe a été envoyée dans le futur par Cyclope afin de localiser et d'aider Cable et Hope contre Bishop et Stryfe. Une fois dans le futur, l'équipe a réussi à vaincre Stryfe et à protéger Hope mais Bishop s'est enfui. À notre époque, X-23 a réussi à sauver Boom Boom et à tuer la reine lépreuse, mais elle a été capturée et torturée par Adam Harkins et Kimura. Grâce à l'aide de l'agent Morales, Wolverine et l'équipe ont réussi à localiser Laura et à la sauver.
Après cet événement, Wolverine a informé Cyclope que Laura était désormais hors de l'équipe. Malheureusement, après que X-23 ait tué un prisonnier devant les X-Men, une rupture s'est développée entre Wolverine et plusieurs membres des X-Men, notamment son meilleur ami Diablo. Avant que Logan ne puisse s'expliquer à son meilleur ami, Kurt a été tué par Bastion alors qu'il tentait de protéger Hope. Peu de temps après, Bastion a déclenché une armée de Sentinelles du futur qui a forcé X-Force et Cable à se rendre dans ledit futur afin d'arrêter la source : Nemrod. Une fois Nimrod arrêté, Cable a sacrifié sa vie pour s'assurer que l'équipe puisse revenir dans le présent. Après que tous les membres du Conseil humain aient été tués, Bastion a tenté de tuer Hope mais il a finalement été vaincu.
Au lendemain de la bataille, la mort de Diablo a eu un effet profond sur Logan, et la nouvelle a brisé son amitié avec Tornade. Fidèle à ses paroles, Logan a retiré Laura de l'équipe et lui a dit qu'il était temps pour elle de trouver sa propre mission dans la vie et d'être plus qu'une simple arme. Cyclope a ensuite ordonné à Wolverine de dissoudre son équipe X-Force, mais Logan pensait que l'équipe était toujours nécessaire, il a alors formé une nouvelle équipe Uncanny X-Force en secret avec Archangel, Psylocke, Fantomex et Deadpool.

### Professeur à l'Institut Jean Grey
À la suite d'un différend avec Cyclope concernant le devenir des jeunes mutants, il quitte l'île d'Utopia et rouvre l'Institut Xavier, rebaptisé Institut Jean Grey,.
Là où Cyclope estime que les mutants sont une espèce en danger et doivent se battre et être des sortes de soldats, Wolverine juge que les mutants doivent être instruits et éduqués en priorité, et qu'ils ne doivent pas être menés au front.
Angel ressuscité et le jeune Evan ont été envoyés à l'école Jean Grey. Wolverine a décidé d'utiliser X-Force pour s'assurer que les élèves de son école restent en sécurité. Daken, le roi d'ombre, Dents-de-Sabre, l'homme sans peau, Mystique et le Colosse de l'univers Age of Apocalypse ont décidé de former la nouvelle Confrérie des Mutants. Daken et Dents-de-Sabre ont enlevé le jeune Evan. Le but de Daken et de la Confrérie était de torturer Evan assez longtemps pour qu'il devienne le nouvel Apocalypse, puis d'utiliser le roi d'ombre pour jouer avec son esprit afin de forcer Evan à détruire l'école Jean Grey, à tuer tous les élèves, de tuer tous les amis de Logan et ensuite blâmer X-Force pour le tout. X-Force a ensuite affronté la Confrérie mais ils ont été trahis par Diablo, en conséquence Wolverine a été capturé et torturé par Daken. Pour protéger ses étudiants, Logan a décidé de tuer Daken en le noyant dans une flaque d'eau. Après avoir tué son fils, Dents-de-Sabre est apparu et a révélé que tout ce qui s'était passé était son plan depuis le début qu'il voulait blesser Logan de la pire façon possible. Peu de temps après, l'équipe X-force a été dissoute.

### La mort de Wolverine
Lors d'une mission du S.H.I.E.L.D., Wolverine a été infecté par un virus du Microverse qui a arrêté son facteur de guérison. Logan a essayé de trouver en vain un moyen de réactiver son facteur de guérison et en même temps, il a appris qu'il y avait une prime sur sa tête.
Lord Ogun lui a appris qu'un nouveau projet Arme X avait été créé. Logan s'est rendu au Nevada pour y mettre un terme et a découvert qu'Abraham Cornelius était vivant et essayait de recréer l'expérience originale. Le problème était que tous ses sujets ne pouvaient pas survivre au processus de liaison à l'adamantium car ils n'avaient aucun facteur de guérison, c'est pourquoi il a mis une prime sur la tête de Logan afin de le capturer et utiliser son facteur de guérison. Après avoir découvert que Logan n'avait plus de facteur de guérison, Cornelius a néanmoins activé ses machines sur les sujets de test afin de lier l'adamantium à leurs os. Ne voyant pas d'autre moyen, Logan a déchaîné ses griffes et les a sauvés en coupant le réservoir d'adamantium liquide avant qu'il ne leur soit injecté, mais ce faisant, l'adamantium liquide a recouvert tout son corps dans le processus.
Avant que l'adamantium ne durcisse, Logan a tué Cornelius avant de tomber à genoux devant le coucher de soleil, repensant à sa vie et mourant de suffocation. Les X-Men ont pu récupérer le coffrage en adamantium de Logan et Kitty Pride l'en a progressivement retiré. Il a ensuite été enterré au Canada dans un lieu secret.

### Retour d'entre les morts
Des mois après la mort de Logan, son corps a été retrouvé par Perséphone, une mystérieuse cheffe mutante de l'organisation criminelle Soteira qui l'a ressuscité pour qu'il devienne l'un de ses tueurs de morts-vivants. Avec le cadavre réanimé de Logan sous son contrôle, Perséphone l'a utilisé pour effectuer des assassinats et d'autres types de sales boulots partout dans le monde. Mais d'une manière ou d'une autre, le facteur de guérison de Logan s'est réactivé et il est revenu à la vie, se libérant du contrôle de Perséphone et tuant plusieurs soldats de Soteira. Maintenant en contrôle de son corps, mais sans aucun souvenir et avec ses griffes incandescentes pour des raisons inconnues, Logan a suivi une équipe de tueurs de Soteira dirigée par Zagreus.
Après un certain temps, Logan a été amené à se battre contre les X-Men, mais peu de temps après, il a été recapturé par Perséphone qui lui a dit la vérité sur les X-Men. Elle lui a ensuite dit de suivre son frère Zagreus jusqu'à leur station spatiale où il pourrait la rencontrer et apprendre la vérité sur la façon dont il est revenu à la vie.
Une fois sur la station spatiale de Perséphone, Logan a découvert que Soteira avait rassemblé un petit groupe de personnes douées et qu'elle avait l'intention de tuer tout le monde sur Terre afin de les ressusciter en tant que drones sous son contrôle pour aider à construire la société parfaite. Elle a également révélé à Logan que c'était elle qui l'avait ressuscité mais que d'une manière ou d'une autre, son facteur de guérison l'avait ramené à la vie. Logan a alors décidé de mettre un terme à son plan, il a détruit sa station spatiale et une fois de plus, il a finalement retrouvé ses souvenirs.
De retour au pays des vivants, Logan a décidé de retourner au manoir des X-Men, mais en chemin, il a été convoqué par les Quatre Fantastiques pour les aider contre les Endlings et le Griever at the End of All Things. Une fois cela fait, Logan a été renvoyé sur Terre, a rencontré une version plus ancienne de lui-même avant d'arriver finalement au manoir et de rencontrer Loki.
Après avoir aidé Loki, Logan retrouve ensuite Cyclope afin d'affronter l'O.N.E et son chef le général Robert Callahan. Le duo a ensuite été réuni avec le reste des X-men, de retour de la réalité de l'Age of X-Man, et ensemble, ils ont pu vaincre Callahan et son armée de Sentinelles une fois pour toutes.

### House of X
Peu de temps après, le professeur Xavier est revenu et a décidé d'utiliser l'île vivante Krakoa afin d'établir un nouvel État-nation mutant souverain. Wolverine et de nombreux autres mutants y sont venus vivre ; c'est la première fois que l'on voit Logan joyeusement jouer avec des enfants mutants.
Le professeur Xavier a appris alors l'existence de la forge d'Orchis (une station spatiale située près du soleil), où les humains ont créé un nouveau Moule Initial (en) et étaient sur le point de l'activer. Plus important encore, Xavier et Magneto pensaient que ce serait là que Nimrod deviendrait opérationnel. Le duo a ensuite chargé Cyclope de constituer une équipe pour détruire le Moule Initial et empêcher la création de Nimrod.
L'équipe de Cyclope était composée de Wolverine, Diablo, Husk, Penance, Marvel Girl, Archangel et Mystique. Mais avant la fin de leur intervention, le docteur Gregor a activé le Moule Initial.
Avec seulement 30 secondes avant qu'il ne soit mis en ligne et sachant qu'il n'y avait pas d'autre moyen de l'arrêter, Kurt et Logan ont sacrifié leur vie en se téléportant directement dans l'espace près du soleil où se trouvait le Moule Initial. Diablo est mort instantanément à cause de la chaleur, mais Wolverine a survécu assez longtemps pour détruire le dernier faisceau contenant le Moule Initial, qui les a tous les deux envoyés directement au soleil. Cette victoire pour les mutants a eu un coût car le reste de l'équipe a également été tué lors de cette attaque.
Peu de temps après, Wolverine et les autres X-Men morts ont été ressuscités par un processus étrange d'un groupe de mutants connu sous le nom des "Cinq" (Tempus (Eva Bell), Protéus (Kevin MacTaggert), Hope Summers, Elixir (Joshua Foley) et Egg (Fabio Medina)). Un nouveau corps reconstitué a été créé pour chacun des X-Men décédés et pour terminer le processus, le professeur X, avec l'aide de Cerebro, a transféré une copie stockée des esprits et des essences du mutant décédé dans leurs nouveaux corps reconstitués. Ce processus a permis aux Cinq et au professeur Xavier de restaurer complètement les corps, les pouvoirs et les esprits de Wolverine et des autres X-Men tels qu'ils étaient juste avant leur départ pour la mission sur la forge d'Orchis.
Après que le vote pour reconnaître Krakoa comme une patrie mutante indépendante a été adopté aux Nations unies et après le bannissement de Dent-de-Sabre par le Conseil silencieux de Krakoa pour avoir désobéi aux ordres de Magneto et assassiné plusieurs gardes de Damage Control, Wolverine aux côtés des autres mutants de Krakoa a organisé une grande fête pour célébrer la naissance de leur nouvelle nation.

### X of Swords
Dans ce nouveau monde, Wolverine vivait dans la Summer House, un bio-dôme Krakoan situé à côté de la zone bleue de la Lune. C'était la maison du clan Summers et d'autres alliés mutants, mais servait également de base d'opérations.
Le passé d'Arakko, l'île jumelle de Krakoa et son lien avec Apocalypse est alors dévoilée. C'est l'occasion de découvrir plus en détail Otherworld, le monde magique principalement vu dans la série Excalibur où un tournoi d'épée a lieu entre les champions des deux îles. Wolverine est de ceux-ci et doit récupérer l'épée de Muramasa (qui a été refondue dans le passé pour produire des balles). Il se rend dans les profondeurs de l'Enfer lui-même pour trouver l'immortel forgeron Muramasa et retrouver une épée qui a marqué une période incroyablement sombre de son passé.
Cependant, Logan n'est pas le seul à vouloir réclamer l'épée de Muramasa. À Arakko, Guerre, une des cavaliers d'Apocalypse libère à contrecœur le meurtrier de son mari, Solem recherche également l'épée Muramasa au nom des habitants d'Arakko. Dans les entrailles des donjons de l'Enfer, Logan et Solem se retrouvent enfin face à face. Solem semble instantanément aimer Logan, car il déclare que « nous étions clairement destinés l'un à l'autre, en tant que meilleurs amis ou pires ennemis ». Muramasa est tué et son âme est absorbée par deux nouvelles épées. Solem se retrouve avec les deux lames et a la possibilité d'abandonner Logan en Enfer. Au lieu de cela, Solem propose de vendre sa lame de rechange à Logan. Wolverine accepte le marché, mais on ne sait pas quel sera le prix.
En prévision du tournoi à venir, Opal Luna Saturnyne, l'Omniversal Majestrix d'Otherworld a invité les champions de Krakoa et d'Arakko à un festin dans la Citadelle Starlight. Lors d'un diner, après que Wolverine ait poignardé et tué Saturnyne, les événements se déroulent rapidement. Les Arakkis, soutenus par les hordes d'Amenth, traversent la porte extérieure et submergent bientôt Krakoa. Les héros de la Terre sont appelés, mais en vain, car les Arakkis submergent rapidement la Terre, Wolverine étant obligé de regarder son monde mourir. Soudain, Saturnyne émerge et rend la pareille en poignardant Wolverine avec ses propres griffes. Elle révèle que c'est ce qui se passera si elle est tuée, ou si Wolverine et son peuple échouent. Wolverine se réveille au banquet et s'assied, abandonnant son plan de tuer Saturnyne.
Pendant le tournoi, Wolverine se bat avec Summoner et arrive à le tuer en lui transperçant l’œil. Le point va à Arrako car c'était un combat à mort. Puis Wolverine et Tornade doivent s'affronter dans un duel de boisson, ivres morts ils gagnent deux points. Mais le whisky avalé par Wolverine était empoisonné et celui-ci arrive en mauvais état pour le prochain duel où il remplace Solem contre Guerre (sa dette pour sa sortie des Enfers). Il gagne mais le point va à Arrako.
Les événements continuent. Magik perd dans un concours combiné d'orthographe et d'énigme lorsqu'elle orthographie mal le mot "magie", et dans un concours pour regarder les visages de tous ceux qu'ils ont tués sans se détourner, Wolverine perd contre White Sword. Tornade gagne contre Guerre, laissant le score 17-6 en faveur d'Arakko.
Le conseil de Krakoa a alors envoyé M. Sinister et ses Hellions en mission à Arakko, dans l'espoir d'éviter la guerre à venir en y volant des armes pour les forcer à renoncer au tournoi. La mission a été un échec, en grande partie en raison des arrière-pensées de Sinistre en partant pour Arakko.
Jean Grey a démissionné du conseil de Krakoa pour co-diriger les X-Men dans Otherworld afin de sauver son fils et tenter de mettre fin au conflit. Les X-Men et les champions de Krakoa ont réussi à gagner la journée, mais le conseil a perdu un autre membre lorsque Apocalypse a choisi de rester à Amenth avec sa femme en échange de la liberté d'Arakko, qui fut déplacée vers la Terre.

## Famille
Source : Marvel-world.com
- John Howlett Sr. (grand-père paternel légal, décédé)
- Thomas Logan (père biologique, décédé)
- Cabot Logan (demi-frère paternel)
- Elizabeth Howlett, née Hudson (mère biologique, décédée)
- John Howlett Jr. (père légal, décédé)
- John Howlett III (demi-frère maternel aîné, présumé décédé)
- Itsu (première épouse, décédée)
- Ophelia Sarkissian (alias Madame Hydra et La Vipère, seconde épouse, divorcée)
- Akihiro (alias Daken, fils eu avec Itsu)
- Erista (fils eu avec Gahck)
- Amiko Kobayashi (fille adoptive)
- Laura Kinney (alias X-23, fille conçue par insémination artificielle, longtemps considérée comme un clone[148])

## Pouvoirs et capacités
Wolverine est un mutant possédant des pouvoirs à la fois d’origine naturelle et artificielle. Il appartient à la catégorie des super-héros présentant des caractéristiques animales, à l'image du Fauve, de la Panthère noire ou bien de Spider-Man, entre autres.

### Apparence et comportement
La psychologie de Wolverine est largement influencée par ses super-pouvoirs qui sont, en grande partie, le fruit de son histoire personnelle.
Le nom de code de Wolverine lui vient du glouton (wolverine en anglais), un mammifère carnivore de la famille des mustélidés. Trapu et massif, le glouton ne mesure pas plus d’un mètre de long et est revêtu d’un pelage marron foncé à bandes claires. Très féroce, il n’hésite pas à s’attaquer à des proies beaucoup plus volumineuses que lui telles que des rennes ou des élans.
Comme le glouton, Wolverine est sujet à des accès de sauvagerie et de rage incontrôlables qui décuplent son agilité et sa force, déjà supérieures à la moyenne. Très hardi, il entreprend des combats contre des adversaires dont les pouvoirs surpassent souvent largement les siens, tels que Hulk ou le Fléau.
Son apparence physique présente aussi des caractères de bestialité, notamment ses canines prononcées.

### Hyper-sens
Wolverine possède des sens hyper-développés, comparables à ceux des animaux : il voit ou entend plus distinctement qu'un humain normal, et peut traquer un individu grâce à son odeur corporelle.
Bien que ces capacités soient remarquables, l'encyclopédie Official Handbook of the Marvel Universe indique qu'elles sont inférieures à celles de Daredevil et qu'elles pourraient découler de son pouvoir de guérison.

### Pouvoir guérisseur
Le principal talent de Wolverine est son « facteur guérisseur » (ou « pouvoir auto-guérisseur »), en fait une régénération tissulaire incroyablement rapide qui lui permet de guérir très rapidement de ses blessures et lui donne la musculature d'un haltérophile olympique.
Au fil de ses aventures, cette capacité s'est développée jusqu'à lui permettre, dans les épisodes parus aux alentours des années 2000, de reconstituer l'intégralité de son corps : lors de la saga Civil War, Wolverine se fait entièrement carboniser par une explosion que provoque Nitro, l'homme qu'il considère comme étant responsable de la guerre civile entre les super héros. Il en résulte alors un Wolverine à l'état de squelette capable de se régénérer à partir de son cerveau. Toutefois, dans le numéro 61 de la série Wolverine (Vol.3) paru aux États-Unis en mars 2008, son pouvoir de guérison — dont l'origine était en partie mystique — a été fortement réduit à la suite d'un combat contre Azrael, l'ange de la mort, avec qui il passe un contrat afin de récupérer la partie manquante de son âme. En échange, son pouvoir auto-guérisseur est affaibli dans des proportions non définies.
D'autres conséquences heureuses découlent de cette capacité de régénération : une immunité aux maladies et à la plupart des substances toxiques (à des doses non létales, il est immunisé dès la seconde fois) ; une résistance physique exceptionnelle qui lui permet de soutenir un effort pendant plusieurs jours sans ressentir de fatigue ; un processus de vieillissement très ralenti ; enfin, une agilité et des réflexes extrêmement développés.
Il existe néanmoins plusieurs manières de passer outre au facteur auto-guérisseur de Wolverine pour lui infliger des blessures sérieuses, voire mortelles. Les quatre faiblesses principales de Wolverine sont :
- l'épée de Muramasa, un katana japonais forgé à partir de sa rage qui annule son facteur auto-guérisseur et est capable de le tuer. Cyclope est le détenteur du sabre, donné par Wolverine, au cas où ce dernier se retournerait contre ses proches[28]. Daken fut lui-même pourvu de lames de Muramasa sur ses griffes ;
- le carbonadium, un métal hautement radioactif fabriqué par la Russie dans le but de rivaliser avec l'adamantium. Le principal super-criminel à en faire usage est Omega Red : les tentacules se trouvant sur ses mains sont entièrement constitués de cet alliage. La principale caractéristique de ce métal est qu'il annule le facteur auto-guérisseur de Wolverine ;
- le magnétisme. Wolverine redoute les mutants disposant de ce pouvoir, le plus connu étant Magnéto. Ce dernier a déjà arraché l'adamantium du squelette de Logan.
- selon le Professeur X, le pouvoir de Malicia peut tuer Wolverine.

Par ailleurs, les gaz innervants (neurotoxines) ne sont pas bloqués par son facteur guérisseur, permettant de le neutraliser.

### Squelette et griffes recouverts d'adamantium
C’est grâce à ce « facteur guérisseur » que Logan a pu supporter les multiples opérations à la suite desquelles son squelette a été entièrement recouvert d’adamantium, le métal le plus résistant de cet univers de fiction. Pendant un long moment, on a supposé que ses griffes et son squelette étaient entièrement constituées d’adamantium pur, mais ils s'avère qu'ils ne sont que recouverts de ce métal.
Chacun des poings de Wolverine est doté de trois griffes rétractiles, qui sont apparues à la puberté. À l'origine, ces griffes étaient des os que Wolverine avait développés par la colère, la rage, et qui ont été ensuite recouverts d'adamantium. Jaillissant à volonté du dos de ses mains, elles transpercent à chaque fois ses tissus (peau, chair…), lesquels cicatrisent immédiatement autour des griffes. Grâce à leur revêtement en adamantium, elles sont capables de trancher tous les métaux connus ainsi que toute autre matière, aussi dure soit-elle. Le reste de son squelette, également renforcé par l'adamantium, lui confère une résistance extraordinaire.

### Équipement
Wolverine a brièvement porté le Symbiote, qui lui a conféré de nouveaux pouvoirs. Avec ce symbiote, il a reçu le surnom de « Wolvenom », mais il s'en est finalement séparé avant de le combattre.

## Versions alternatives

### Age of Apocalypse
Dans ce crossover où Apocalypse a pris le pouvoir, Wolverine se nomme Logan pour ses proches et l'« Arme X » pour les autres. Dans cette réalité, Logan est recueilli par Magnéto, alors leader des X-Men où il tombe vite amoureux de Jean Grey. Lorsque celle-ci sera capturée par Apocalypse, Magnéto refusera d'aller la délivrer. Logan ira seul la chercher et perdra une main lors de son affrontement contre Cyclope, non sans lui avoir arraché un œil à son tour.
Logan et Jean feront équipe et aideront la Rébellion humaine dans la guerre contre Apocalypse. Mais lorsque les humains, mené par Brian Braddock décideront de l'Assaut Final (bombarder les États-Unis à coups de bombes atomiques), Jean s'en ira aux États-Unis pour tenter d'empêcher ce désastre.
Logan ira chercher Gateway, seule personne pouvant mener la Résistance à bon port, il croisera Carol Danvers qui se sacrifiera par la suite afin d'empêcher Pierce d'achever Logan, gravement blessé durant l'affrontement. Une fois à la tête du convoi en direction des États-Unis, Logan affrontera Carol, qui a muté à cause de Pierce et qui sera tuée par ce dernier. Carol ayant blessé gravement Logan au bras, Pierce sera sur le point d'achever Gateway se moquant de Logan. Mais ce dernier le poignarde avec son autre bras, car si sa main a été coupée par Cyclope, ses griffes, elles, sont restées intactes.
Une fois à la citadelle d'Apocalypse, Logan se parachutera afin de retrouver Jean. Mais il arrivera trop tard, celle-ci et Cyclope se faisant abattre par Havok sous ses yeux. Il tuera ce dernier et Jean mourra dans ses bras, lui avouant une dernière fois son amour.
Dans cette réalité, Wolverine est très amer à la suite de son départ des X-Men (d'une part à la suite de la mort de Wanda Maximoff et d'autre part par la capture de Jean), très sûr de lui-même et se montre très féroce lors d'affrontements. Il aime et protège Jean à tout prix. Il fume toujours son cigare et porte un costume noir avec quelques marques rouges. Son avant-bras droit semble entouré d'adamantium à la suite de la blessure infligée par Cyclope. Il est à noter que « L'Arme X » est très craint par Apocalypse et ses hommes car c'est un mutant Alpha très puissant et efficace.

### Old Man Logan
Dans cette réalité parallèle, les super-vilains menés par Crâne Rouge ont vaincu et tués la plupart des super-héros.
Cinquante ans après cette défaite massive, Wolverine (désormais seulement appelé Logan) est un vieux fermier, père de famille et a totalement abandonné sa carrière de X-Man. Il est en effet brisé après avoir assassiné ses compagnons, plongé dans une illusion de Mystério.
Mais la vie à la ferme n'est pas de tout repos, car Logan doit payer un important loyer au gang des Hulks (des descendants consanguins de Bruce Banner, ultra-violents et volontiers cannibales) en échange de la tranquillité. Ne parvenant pas à rassembler la somme exigée, le vieux mutant se laisse convaincre par Clint Barton, autrefois Œil-de-faucon (lui aussi à la retraite forcée et devenu quasiment aveugle) de servir de chauffeur pour transporter une mystérieuse cargaison à travers les États-Unis, désormais un monde post-apocalyptique.

## Apparitions dans d'autres médias

### Cinéma

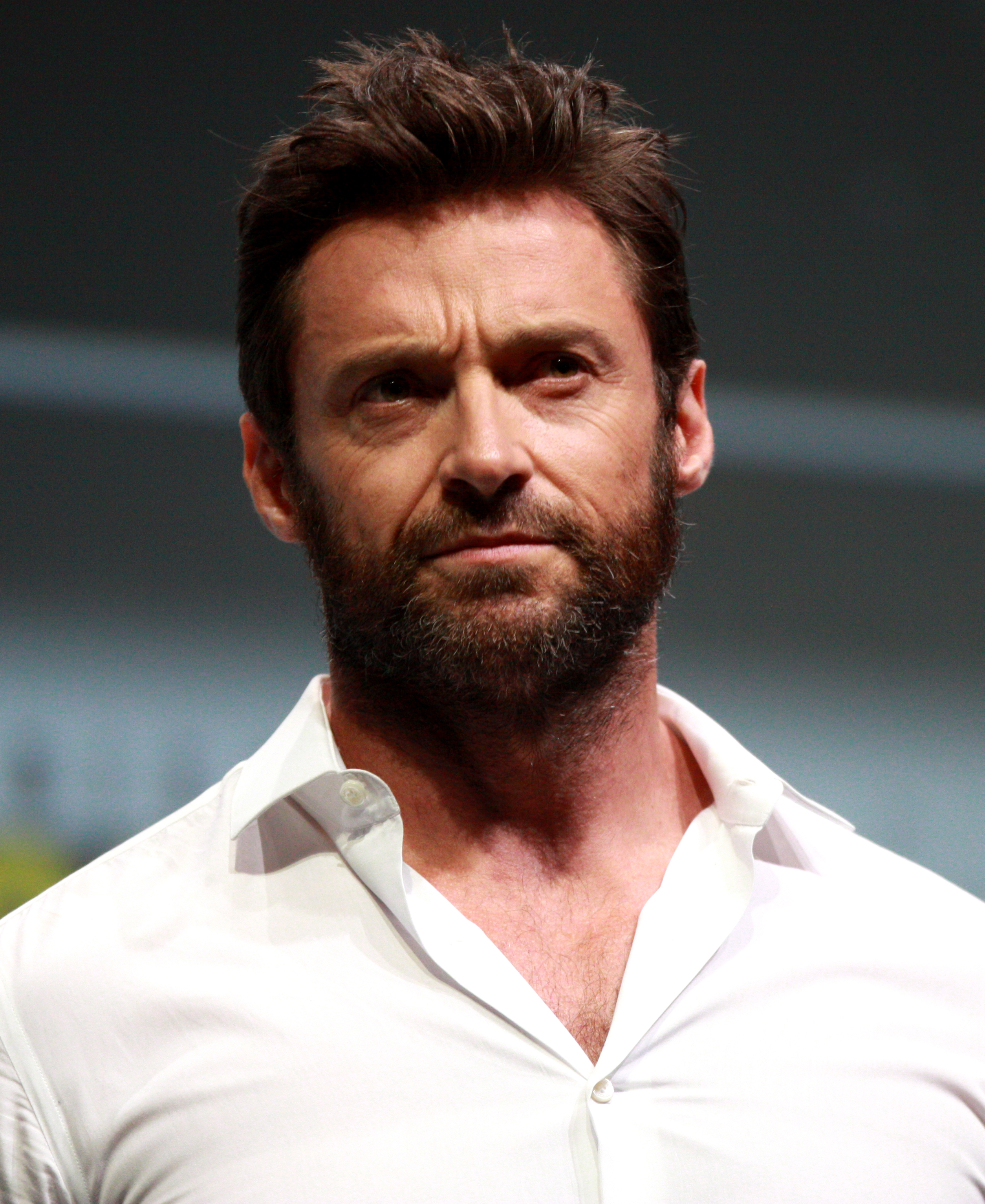
L'acteur Hugh Jackman, ici au San Diego Comic-Con 2013, est l'interprète du personnage au cinéma.

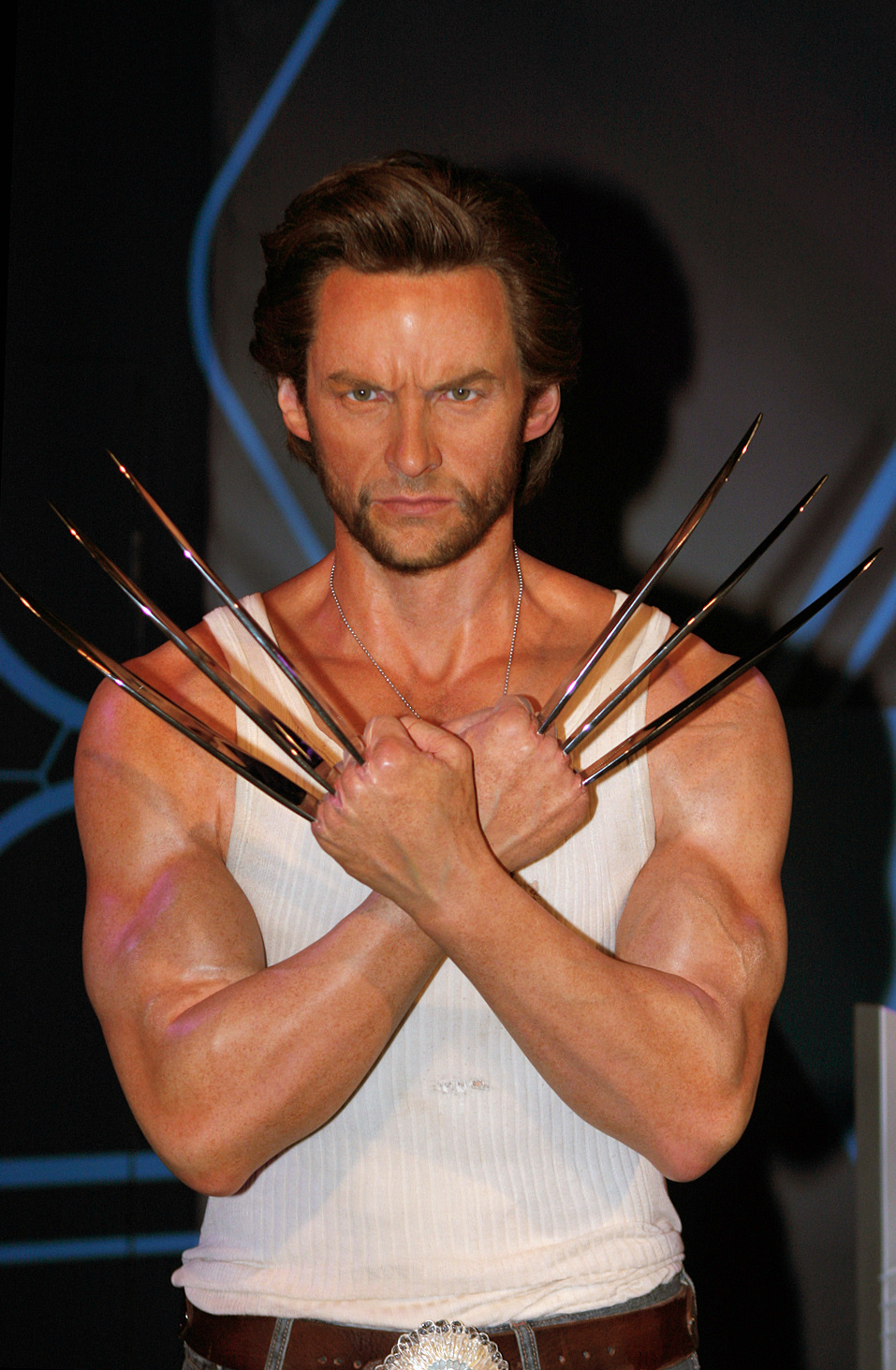
Statue de cire de Hugh Jackman en tant que Wolverine.

Wolverine est un des membres des X-Men les plus importants pour Marvel. C’est en effet le seul personnage présent dans chacune des adaptations de cette licence sous forme de film, dessin animé ou jeu vidéo. Il est même l'un des seuls à avoir eu droit à son propre jeu vidéo.
Dans le dessin animé X-Men: Evolution, produit pour la télévision, Wolverine est un homme réservé, distant, portant un passé plein de mystères. Sa mémoire se réduit à quelques flashs contradictoires. Il a été invité par le professeur Xavier à son Institut. Bien qu’il suscite la peur et la méfiance de la part des étudiants, les X-Men profitent de son expérience et de ses techniques de combat tout en essayant d’éviter les conflits dus à son tempérament solitaire et agressif.
Une série d'animation dérivée des X-Men sort ensuite en 2008 sous le titre de Wolverine et les X-Men. À la suite d'un grave accident, le professeur Charles Xavier est dans l'incapacité de diriger l'équipe qui se dissout. Cyclope, le leader naturel, n'est plus dans son état habituel. Wolverine, à contre-cœur, est dans l'obligation de prendre la tête des X-Men et de reformer l'équipe.
Une autre série d'animation du studio japonais Madhouse centrée sur le personnage de Wolverine et composée de 12 épisodes sort en janvier 2011.
Dans X-Men, X-Men 2, X-Men : L'Affrontement final, X-Men: Days of Future Past, mais également dans une brève apparition dans X-Men : Le Commencement et X-Men: Apocalypse, Wolverine est interprété par Hugh Jackman. Il y joue un rôle prépondérant qui a contribué au large succès des films dans le monde. Avant de s'orienter vers ce choix, c'est le chanteur américain Glenn Danzig qui avait été pressenti par la production du film pour jouer le rôle, en raison de sa ressemblance avec le personnage. Les fans quant à eux souhaitaient voir Jack Nicholson tenir le rôle, chose qui n'a pas été possible au vu de son âge. L'acteur Dougray Scott fut ensuite choisi pour le rôle, mais blessé au dos à la suite du tournage de Mission impossible 2, il se vit obligé de refuser au profit de Hugh Jackman. Dans cette version, c'est William Stryker qui est responsable de l'ajout d'adamantium au squelette de Wolverine.
Étant donné la célébrité du personnage et la bonne réception publique de l'interprétation de Jackman, le personnage a eu droit à trois spin-off. Le premier est le film X-Men Origins: Wolverine de Gavin Hood, sorti en France le 29 avril 2009 et au Québec le 1er mai 2009, et revenant sur l'époque où Logan a reçu l'adamantium sur son squelette. Dans ce film, l'acteur Troye Sivan incarne également le personnage quand il était enfant. Le second, Wolverine : Le Combat de l'immortel par James Mangold, est sorti dans les salles obscures françaises le 24 juillet 2013, racontant son exil volontaire puis ses aventures au Japon après la mort de Jean Grey à la fin du 3e film X-Men. Le film Logan, sorti le 1er mars 2017 en France et à nouveau réalisé par James Mangold, est le dernier avec Hugh Jackman, selon les propres dires de l'acteur. Dans ce film, les mutants ont presque disparu du monde et un Wolverine vieillissant et affaibli physiquement découvre une nouvelle génération de mutants.
Il apparaîtra aussi en 2018 sous forme d'un caméo dans Deadpool 2  avec des images réutilisées de X men origins : Wolverine pour une scène où le deadpool du présent tue sa version du film de 2009 sous les yeux de Logan.
Wolverine apparaît aussi dans un film d'animation intitulé Hulk versus Wolverine, sorti en janvier 2009.
Le personnage fait également une apparition dans le film parodique Super Héros Movie, sous les trais de Craig Bierko.
En septembre 2022, le retour de Wolverine sous les traits d'Hugh Jackman est officialisé à la grande surprise du public pour le troisième opus de Deadpool qui sortira en 2024 intitulé Deadpool et Wolverine. L'annonce est faite par Ryan Reynolds via la première bande annonce du film avec pour musique I Will Always Love You de Whitney Houston. Lors de ce film, une variante du personnage surnommée Cavillverine apparait également interprétée par Henry Cavill.

### Jeux vidéo
Le personnage apparaît dans de nombreux jeux vidéo.
- 1989 : X-Men: Madness in Murderworld
- 1993 : X-Men
- 1993 : Spider-Man and the X-Men: Arcade's Revenge
- 1994 : Wolverine: Adamantium Rage
- 1994 : X-Men: Mutant Apocalypse
- 1994 : X-Men: Children of the Atom
- 1995 : X-Men 2: Clone Wars
- 1996 : X-Men vs. Street Fighter
- 1998 : Marvel vs. Capcom: Clash of Super Heroes
- 2000 : X-Men: Mutant Academy
- 2000 : Marvel vs. Capcom 2: New Age of Heroes
- 2001 : X-Men: Reign of Apocalypse
- 2006 : Marvel: Ultimate Alliance
- 2009 : X-Men Origins: Wolverine
- 2009 : Marvel: Ultimate Alliance 2
- 2013 : Marvel Heroes
- 2013 : Lego Marvel Super Heroes
- 2014 : Marvel : Tournoi des champions
- 2020 : Fortnite (boss contrôlé par le jeu et personnage jouable à obtenir lors de la saison 4 du chapitre 2)
- 2022 : Marvel's Midnight Suns
- ? : Marvel's Wolverine

## Anatomie comparée
Dans l'ouvrage Anatomie comparée des espèces imaginaires : de Chewbacca à Totoro (2019) de Jean-Sébastien Steyer, un livre de biologie spéculative, l'auteur y explique que les griffes de Wolverine, devant percer la peau pour être utilisées, existent bien dans la nature mais chez des amphibiens anoures. En effet, ce phénomène a été documenté chez les anoures africains Trichobatrachus (du Nigeria et du Congo) et Astylosternus (du Cameroun).